# Francisco Guterres
Francisco Guterres, även Lú-Olo, född 7 september 1954 i Ossu, är en östtimoresisk politiker som var president i Östtimor 2017–2022.
Guterres ställde upp i presidentvalen 2007 och 2012 som representant för Fretilin men förlorade båda gångerna mot oberoende kandidater. När han ånyo ställde upp i presidentvalet år 2017 stöddes han 
av den tidigare premiärministern Xanana Gusmão och 
Nationalkongressen för timoresisk återuppbyggnad och valdes, med 90 % av rösterna i andra omgången, till Östtimors sjätte president.
Guterres ställde upp för omval vid presidentvalet 2022 men förlorade mot José Ramos-Horta.